# Val d'olivi
Val d'olivi è un film muto italiano del 1916 diretto da Eleuterio Rodolfi. È tratto dall'omonimo romanzo di Anton Giulio Barrili del 1871.